# Camponotus consobrinus
Camponotus consobrinus är en myrart som först beskrevs av Wilhelm Ferdinand Erichson 1842.  Camponotus consobrinus ingår i släktet hästmyror, och familjen myror.

## Underarter
Arten delas in i följande underarter:
- C. c. consobrinus
- C. c. perthianus

## Bildgalleri

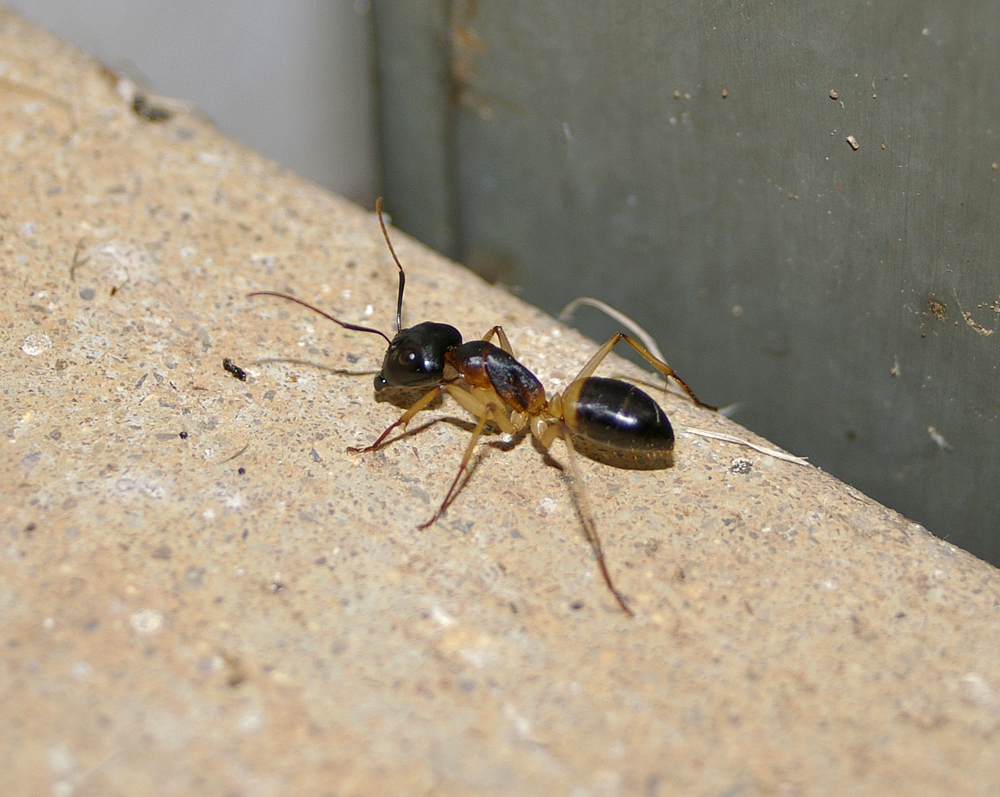
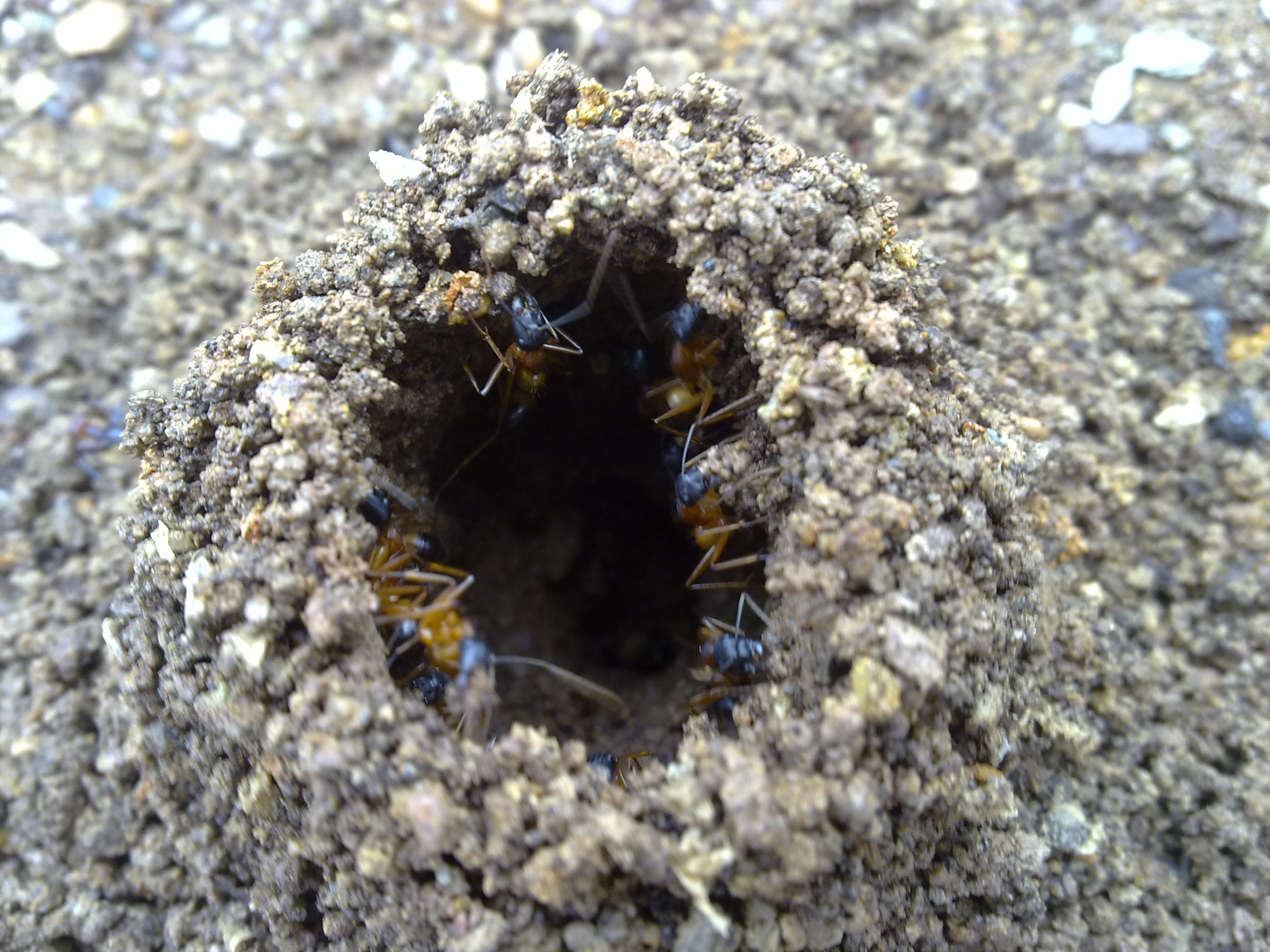
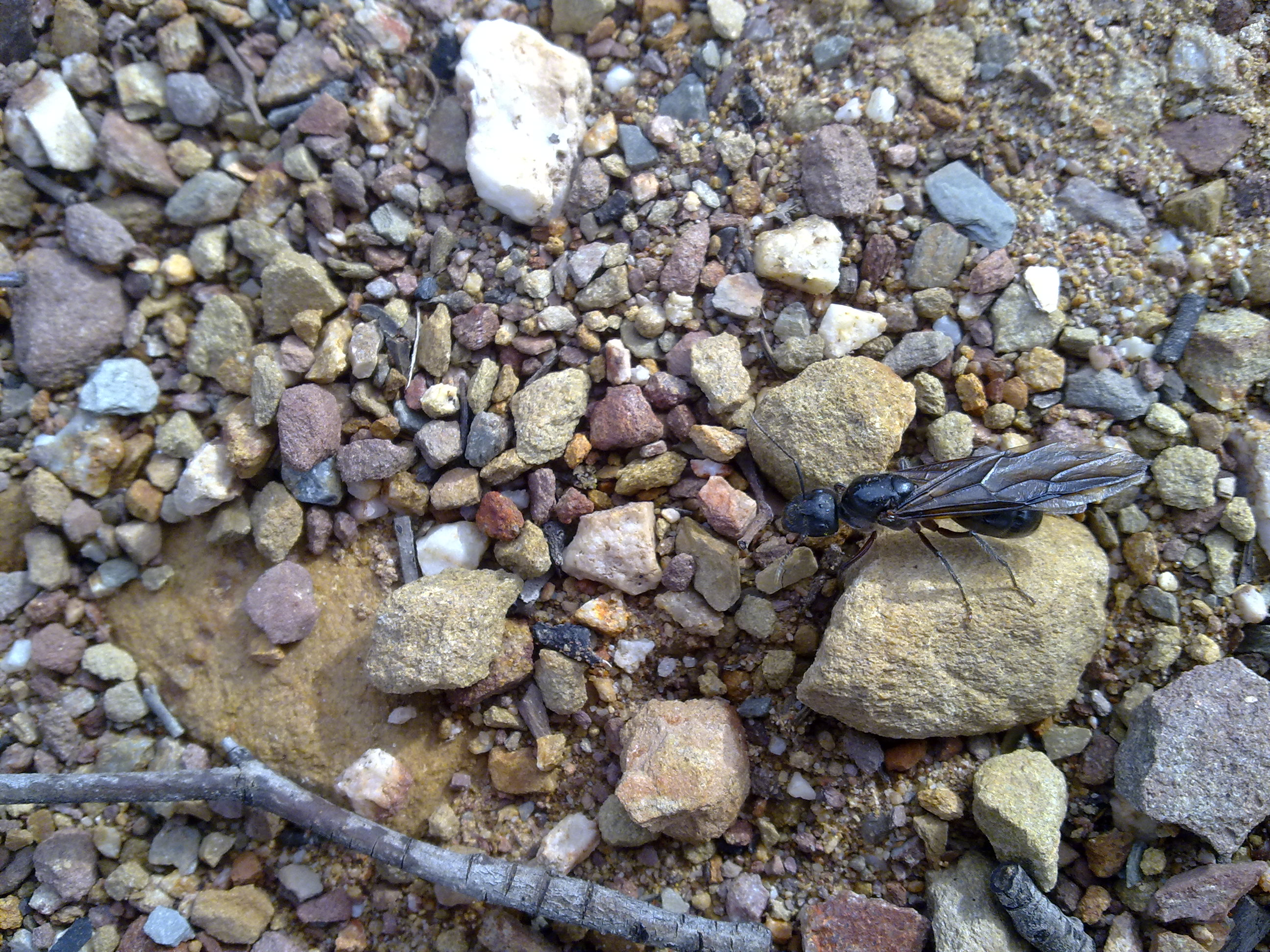